# Pianínó

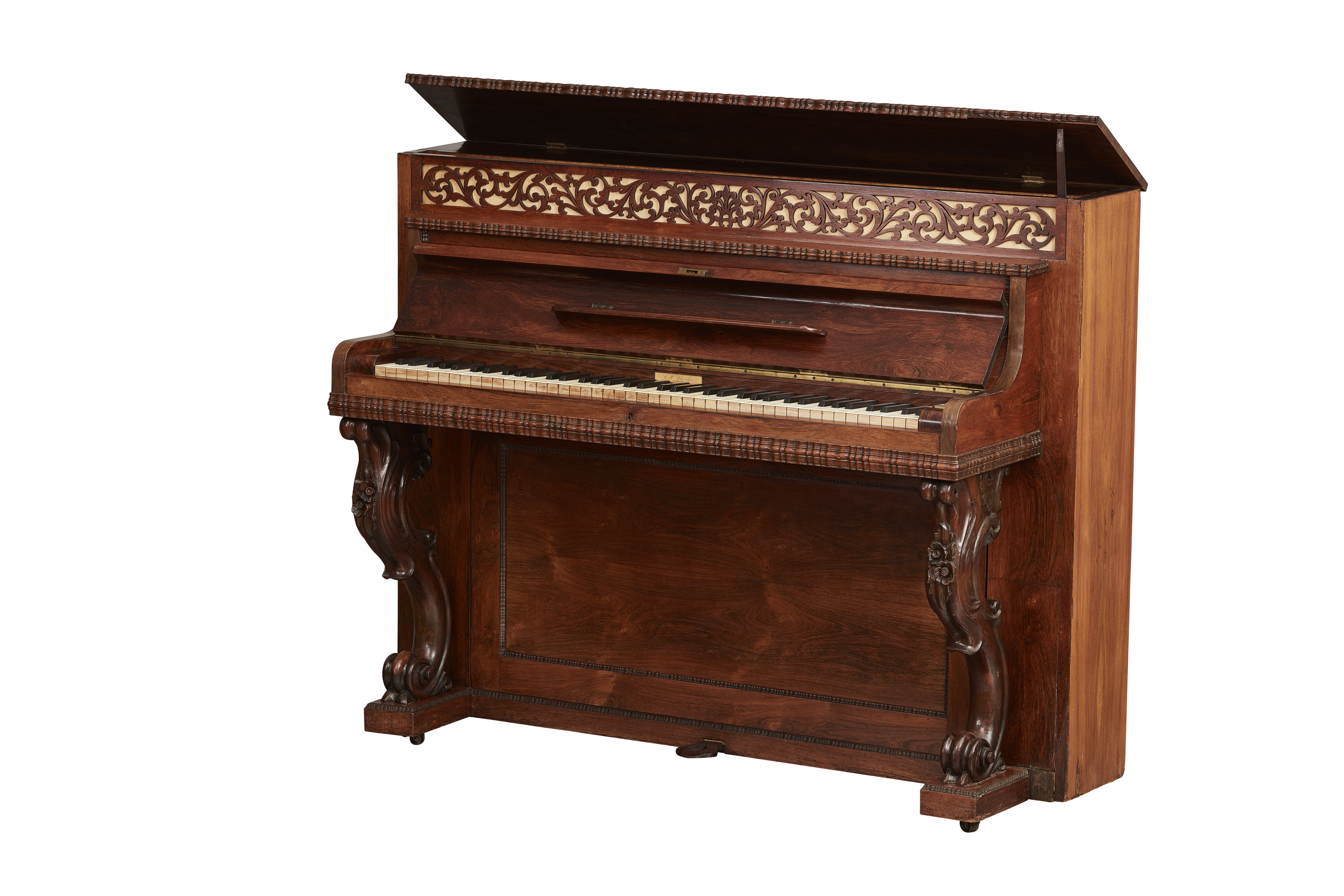
Christian Heinrich Schröder pianínója, 1857 körül, a hamburgi Művészeti és Iparművés5zeti Múzeumban

A pianínó (olaszul: pianino, ’kis zongora’) az álló húrozású zongora közkeletű neve.

## Története

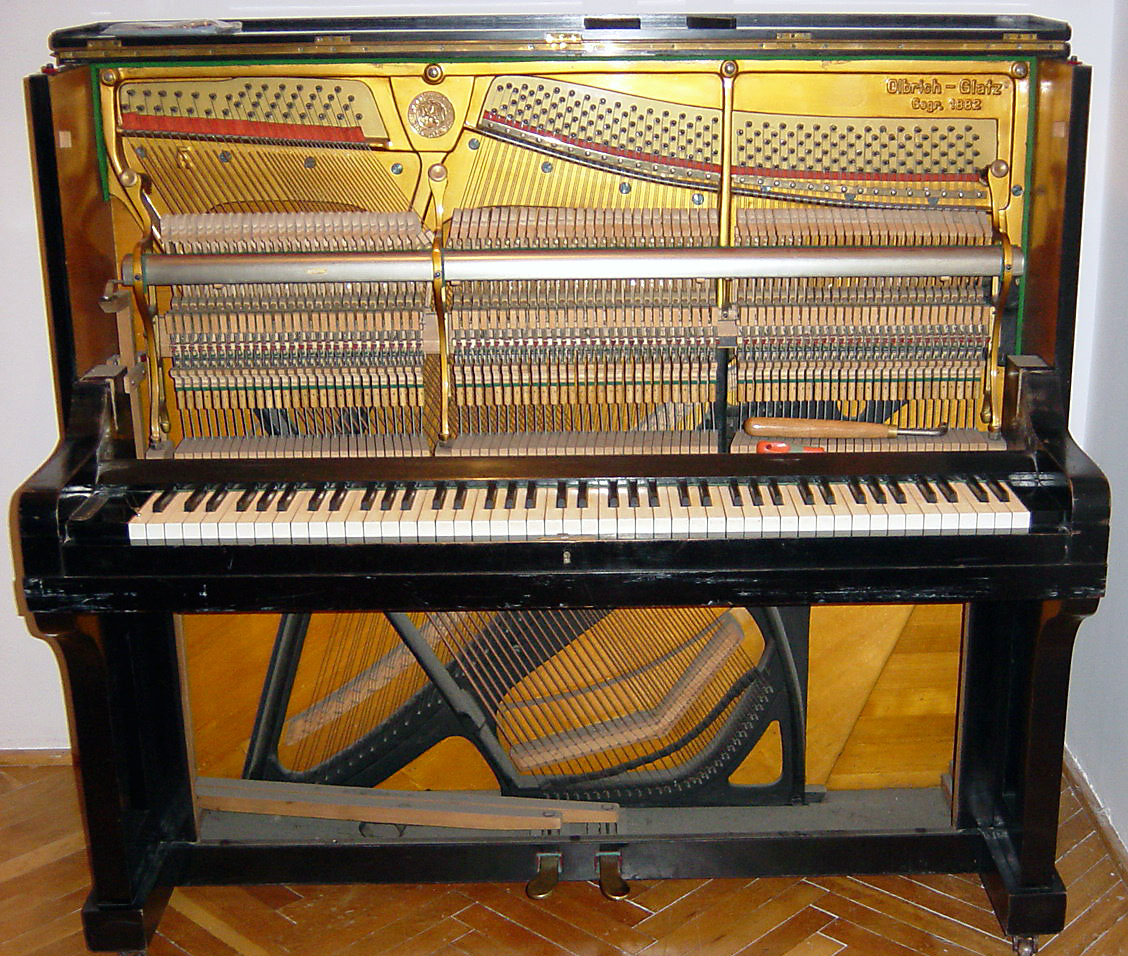
Wilhelm Olbrich (* 1913) pianínójának függőleges húrjai

A függőlegesen futó húrok építési elvét már a 16. században alkalmazták a clavicytheriumban és a vonós zongorában. Robert Wornum 1811-ben készített egy házikó zongorát, amely 1826-ra piccolo zongorává fejlődött. A mai pianínó másik előfutárát 1815-ben Párizsban találta fel Ignaz Josef Pleyel, és 1840 körül vezették be; a pompásabb líra zongora leegyszerűsített formáját képviselte, amelynek húrjai szintén függőlegesen álltak. A zongorához és a négyszögletes zongorához képest kisebb helyigényével végleg kivívta szerepét az otthonokban. A pianínó megépítése Európában 1850 körül, az USA-ban 1900 körül váltotta fel a négyszögletes zongorát.

## Technológia
A pianínónál a hangtábla, az öntött keret, a húrok és a kalapácsmechanizmus merőleges a padlóra, így helytakarékosan a falhoz állítható.

Robert Wornum alulcsillapított mechanikája, 1842

A régebbi pianínók (kb. 1910-ig) néha úgynevezett felső lengéscsillapító mechanikával rendelkeznek, ahol az ún. lengéscsillapítók a kalapácsok felett, a maiaknál általában a kalapácsok alatt helyezkednek el, a húrrendszer ugyanazon oldalán (alulcsillapított mechanika). A spinet zongoráknál a legtöbb mechanika a billentyűzet alatt található.
A pianínó hangterjedelme általában 7 ¼ oktáv (kontra A–c5), azaz 88 billentyű; Előfordulnak azonban kisebb hangterjedelmű típusok is. Speciális formája a pianínó alsó billentyűvel, amelyet yacht piano néven ismerünk. Különösen kompaktra épült, gyakran csak 5–6 ½ oktávos volt összecsukható billentyűzettel, mivel a hajókon való helytakarékos használatra fejlesztették ki. Fő hátránya az időigényes karbantartás volt, mivel a billentyűzet alatti mechanika eltávolítása és újratelepítése sokkal tovább tartott, mint más zongoráknál.

## Méretei
Szélesség: 140-155 cm
Mélység: 50-60 cm
Magasság: kis zongorák; konzolos vagy stúdiózongorák ) kb. 100-120 cm
Koncertzongorák, Állványok vagy Grand Uprights) körülbelül 120 cm-től.
A pianínó klasszikus magassága körülbelül 130 cm. A magasabb hangszerek nagyobb hangfalfelülettel és hosszabb basszushúrokkal rendelkeznek, mindkettő a jobb hangzást segíti elő.
Tömeg: 175-300 kg, a burkolat anyagától és kialakításától függően még több is lehet.

## Spinet zongora

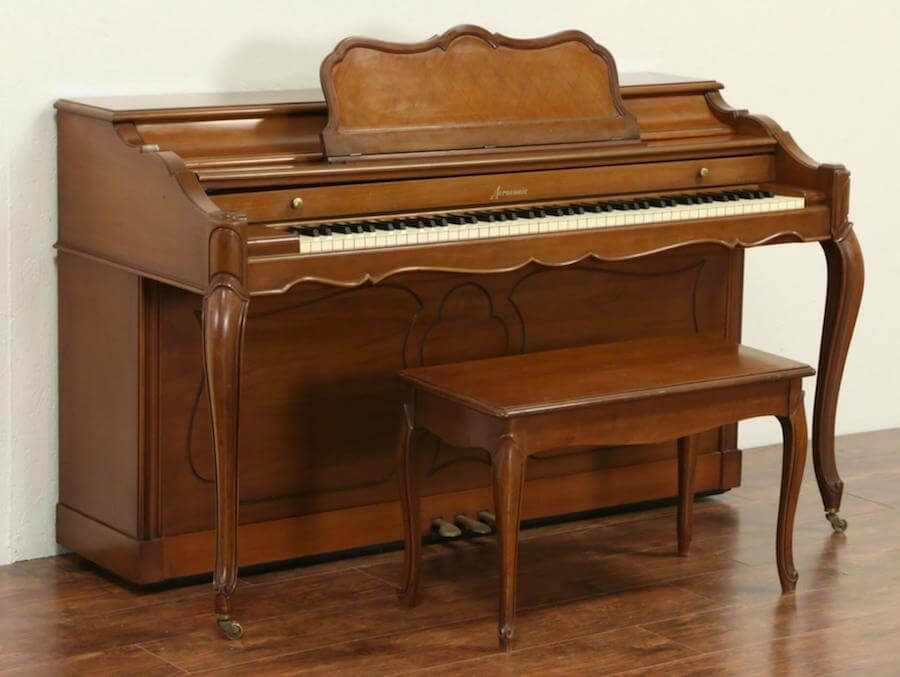
Baldwin Acrosonic márkájú spinet zongora

A spinet zongora vagy röviden spinet a legalacsonyabb sorozatgyártású zongora. Mélységüket és szélességüket tekintve a „közönséges” álló zongoráknak felelnek meg, de általában csak 90-100 cm magasak. A spineteket nem szabad összetéveszteni a spinet néven ismert csembalóval, és szinte kizárólag Észak-Amerikában találhatók meg. Hasonló felépítésű és méretű, Európában is elterjedt kialakításúak voltak az asztali zongorák, ahol a billentyűzet az összehajtható asztallap alatt kapott helyet.
A spinet zongorát az Egyesült Államokban találták fel az 1930-as években, hogy a zongorákat újra megfizethetővé tegyék a nagyközönség számára, mivel a nagy gazdasági világválság nyomán összeomlott a kereslet a nagyobbak iránt. Kis méretük és olcsóságuk miatt azonban a spinet a 20. század végéig népszerű maradt. A digitális zongorák növekvő népszerűsége miatt gyártásuk az 1990-es években leállt.
Az összes többi otthoni használatra szánt zongorával ellentétben a spinetek mechanikája a billentyűzet alatt található. Ezzel az úgynevezett „drop action”-nel vagy „indirekt fújással” a hátsó végén lévő billentyűk vezetékekkel vagy vékony rudak (matricák) segítségével csatlakoznak a belső mechanizmushoz. Amikor megnyomnak egy billentyűt, meghúzza a drótot vagy a rudat, ami aztán egy karon keresztül mozgatja a kalapácsot, ami nekiütközik a húrnak. A kalapácsok körülbelül egy magasságban vannak a billentyűzettel. Ennek eredményeként a mechanizmus egésze sokkal kisebb helyet igényel, de hatással van az érintés dinamikájára és a zongora hangszínárnyalatainak gazdagságára. A kisebb hangdoboz a hangerőt is csökkenti a többi álló zongorához képest.  Ennek eredményeként a spineteket meglehetősen alkalmatlannak tartják a professzionális zongoristák vagy az igényes hangzású darabok számára. Ráadásul a nehezen hozzáférhető és bonyolult beépített mechanika miatt a hangolásban, karbantartásban és javításban is lényegesen bonyolultabbnak és drágábbnak bizonyulnak. 

## Fordítás
- Ez a szócikk részben vagy egészben  a   Pianino című német Wikipédia-szócikk ezen változatának fordításán alapul.  Az eredeti cikk szerkesztőit annak laptörténete sorolja fel. Ez a jelzés csupán a megfogalmazás eredetét és a szerzői jogokat jelzi, nem szolgál a cikkben szereplő információk forrásmegjelöléseként.